# Lakeland (Georgia)
Lakeland è una città degli Stati Uniti d'America, situata in Georgia, nella contea di Lanier, della quale è il capoluogo.